# Condado de Green (Kentucky)
El condado de Green (en inglés: Green County), fundado en 1793, es uno de 120 condados del estado estadounidense de Kentucky. En el año 2000, el condado tenía una población de 11,518 habitantes y una densidad poblacional de 41 personas por km². La sede del condado es Greensburg.

## Geografía
Según la Oficina del Censo, el condado tiene un área total de 749 km² (289,2 mi²), de la cual 749 km² (289,2 mi²) es tierra y 0 km² (0 mi²) (0.0%) es agua.

### Condados adyacentes
- Condado de LaRue (norte)
- Condado de Taylor (noreste)
- Condado de Adair (sureste)
- Condado de Metcalfe (suroeste)
- Condado de Hart (oeste)

## Demografía
Según la Oficina del Censo en 2000, los ingresos medios por hogar en el condado eran de $25,463, y los ingresos medios por familia eran $31,852. Los hombres tenían unos ingresos medios de $25,764 frente a los $17,510 para las mujeres. La renta per cápita para el condado era de $16,107. Alrededor del 18.40% de la población estaban por debajo del umbral de pobreza.

## Localidades
- Black Gnat
- Exie
- Greensburg
- Pierce
- Summersville